# ルーカスフィルム・アニメーション
ルーカスフィルム・アニメーション（英: Lucasfilm Animation Ltd. LLC）は、ウォルト・ディズニー・スタジオ傘下の映像製作会社ルーカスフィルムのアニメーション部門として、2003年に設立された。ルーカスフィルムのアニメーション部門最初の主要作品は、2008年にデビューした長編映画『スター・ウォーズ/クローン・ウォーズ』とその関連テレビシリーズで、代表的な作品となった。
2016年9月、『スター・ウォーズ／クローン・ウォーズ』『スター・ウォーズ 反乱者たち』への貢献で知られるデイヴ・フィローニが、今後のルーカスフィルム・アニメーションの全プロジェクトの展開を指揮する役職に就任することを受諾した。

## ルーカスフィルム・アニメーション・シンガポール

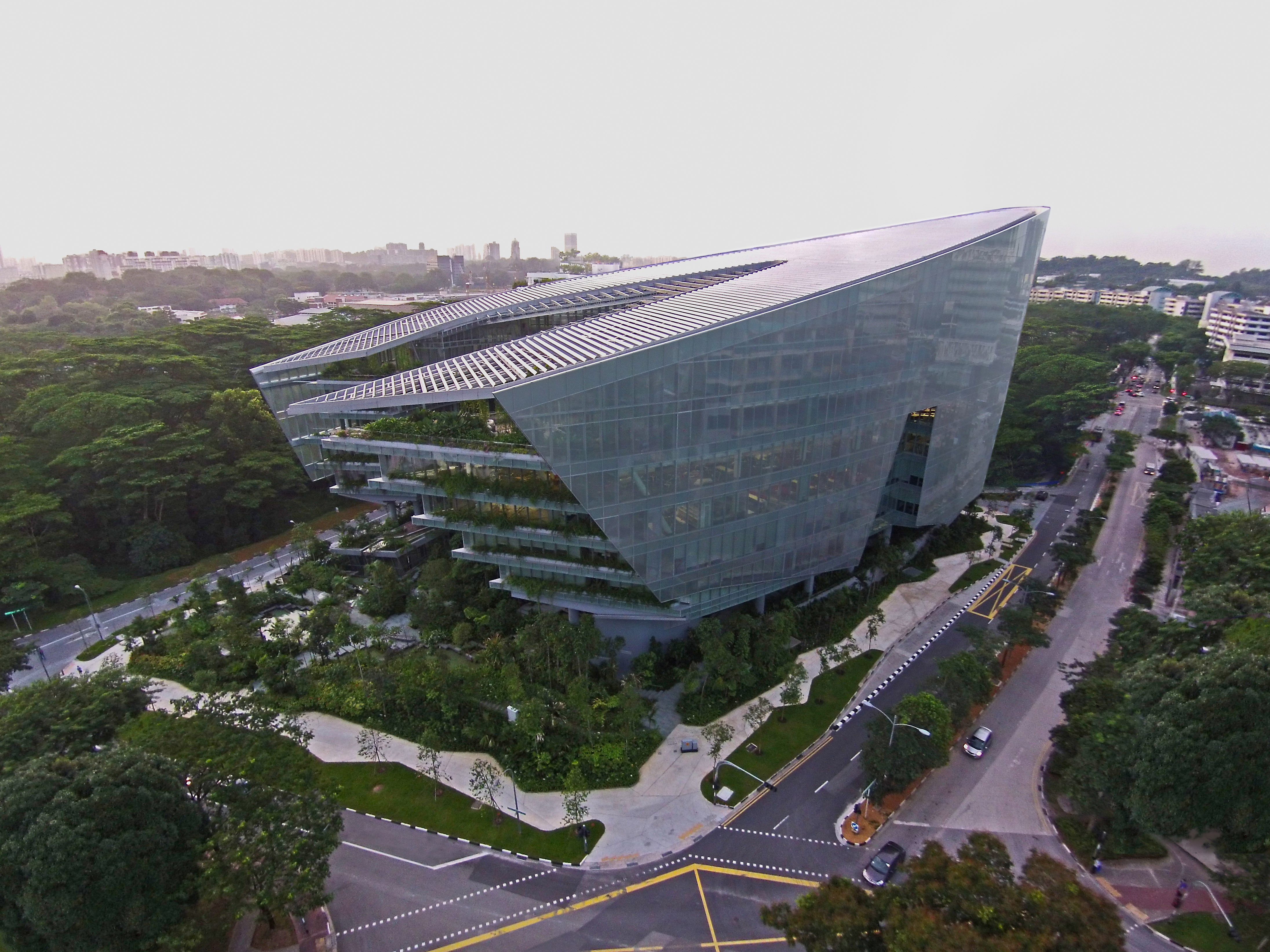
サンドクローラー（CX2-1）は、ルーカス・リアル・エステート・シンガポールが所有するルーカスフィルムがシンガポールに所有する8階建てのビルで、ルーカスフィルム・シンガポールや、ウォルト・ディズニー・カンパニーの現地法人とESPNアジア・パシフィックが入居し、Aedasが設計を担当している。

ルーカスフィルム・アニメーション・シンガポール（LAS）は、2003年5月12日に人材発掘の手段としてシンガポールに設立され、2005年10月に開設した。LASは、ルーカスフィルム・アニメーションと密接に連携しています。また、LASの制作スケジュールには、ルーカスフィルムの他のプロジェクトも含まれている。LASの制作陣の中で最も規模が大きかったのは「スター・ウォーズ/クローン・ウォーズ」だったが、2006年7月にゲーム・グループとデジタル・アーティスト・グループ（DAG）の設立を発表した。「クローン・ウォーズ』の技術的・美的要求を満たすことが困難なため、最終的にLASは制作から外され、多くの従業員を解雇された。
ゲームグループは、2008年にニンテンドーDSで『Star Wars: The Clone Wars - Jedi Alliance』を開発・発表した。
R2-D2は『スター・ウォーズ／クローン・ウォーズ』の終わりに出てくる会社のロゴに登場している。
デジタル・アーティスト・グループは、インダストリアル・ライト＆マジックの延長線上にあり、ILMの長編映画の視覚効果に貢献している。LASは、ルーカスアーツのゲーム作品やルーカスフィルム・アニメーションをサポートしていた。
2007年11月、ルーカスフィルム・アニメーション・シンガポールは、ILM、ルーカスアーツ、ルーカスフィルム・アニメーションの業界専門家から指導を受ける機会を若いアーティストに提供するために、給料付きのインターンシップ制度「ジェダイ・マスターズ・プログラム」を開始した。ジェダイ・マスターズ・プログラムは、シンガポールのスタジオ内にクラスルームを持ち、クラスルームでの指導と実際の制作環境での指導を組み合わせたプログラムである。
古いビルが老朽化したため、ルーカスフィルム・シンガポールは2014年初頭に新しいビルに移転した。

## 長編映画
- スター・ウォーズ/クローン・ウォーズ
- Strange Magic

## 短編映画
- レゴ スター・ウォーズ

## テレビアニメーション
- スター・ウォーズ/クローン・ウォーズ (テレビアニメ)（2008 - 2020）
- LEGO スター・ウォーズ:ヨーダ・クロニクル（2013 - 2014）
- スター・ウォーズ 反乱者たち（2014 - 2018）
- LEGO スター・ウォーズ:ドロイド・テイルズ（2015）
- LEGO スター・ウォーズ/フリーメーカーの冒険（2016 - 2017）
- スター・ウォーズ/フォース・オブ・デスティニー（2017 - 2018）
- スター・ウォーズ レジスタンス（2018 - 2020）
- スター・ウォーズ: バッド・バッチ（2021 - ）